# Tavaí
Tavaí è un centro abitato del Paraguay, situato nel dipartimento di Caazapá. Forma uno dei dieci distretti in cui è suddiviso il dipartimento.

## Caratteristiche
La località, sviluppatasi dal 1973 attorno ad una segheria, è circondata dal Parque Nacional Caaguazú e dal Parque Nacional San Rafael; al suo interno vi si trovano ancora comunità di indios mbya.
Le principali attività economiche sono l'agricoltura e l'allevamento.

## Popolazione
Al censimento del 2002 Tavaí contava una popolazione urbana di 656 abitanti (13.354 nel distretto), secondo i dati della Dirección General de Estadística, Encuestas y Censos.